# Nemobiopsis eratos
Nemobiopsis eratos är en insektsart som beskrevs av Otte, D. och Perez-gelabert 2009. Nemobiopsis eratos ingår i släktet Nemobiopsis och familjen syrsor. Inga underarter finns listade i Catalogue of Life.